# 1587 Kahrstedt
1587 Kahrstedt (1933 FS1) là một tiểu hành tinh vành đai chính được phát hiện ngày 25 tháng 3 năm 1933 bởi K. Reinmuth ở Heidelberg.